# Pan troglodytes
Chimpanzé commun, Chimpanzé
Cet article concerne une espèce de singes. Pour les autres significations, voir Chimpanzé et Troglodyte.
Espèce
Statut de conservation UICN

 EN A4cd : En danger
Statut CITES
Le Chimpanzé commun (Pan troglodytes) est une espèce de singes appartenant à la famille des hominidés. Avec le Bonobo, il forme le genre Pan, ou Chimpanzé.
Le chimpanzé commun est menacé d'extinction du fait de l'activité humaine : destruction de son habitat et braconnage.

## Dénominations
Cette espèce a été décrite pour la première fois en 1776 par l'anthropologue et zoologiste allemand Johann Friedrich Blumenbach (1752-1840) :
- Nom scientifique : Pan troglodytes (Blumenbach, 1776)[1] ;
- Autres noms (vulgarisation scientifique) : Chimpanzé commun[2], Troglodyte noir[2] ;
- Noms vernaculaires (langage courant) : Chimpanzé[3]. Par « chimpanzés » au pluriel, les zoologistes entendent tous les singes du genre Pan[4], tandis que dans le langage commun il peut s'agir de plusieurs individus de l'espèce Pan troglodytes, les chimpanzés nains étant généralement appelés des bonobos[5],[2].

## Caractéristiques

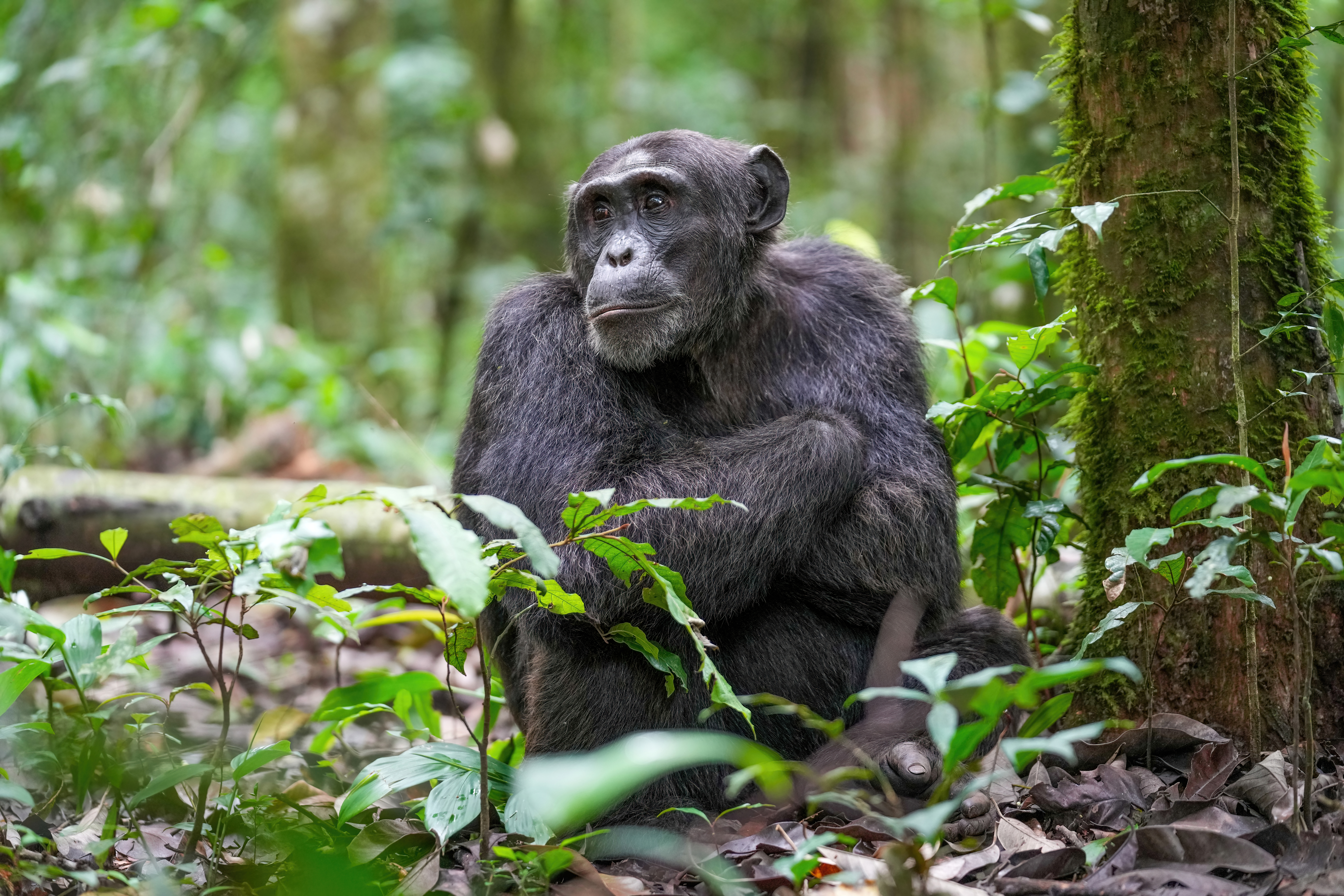
Chimpanzé mâle alpha au Parc national de Kibale, en Ouganda.

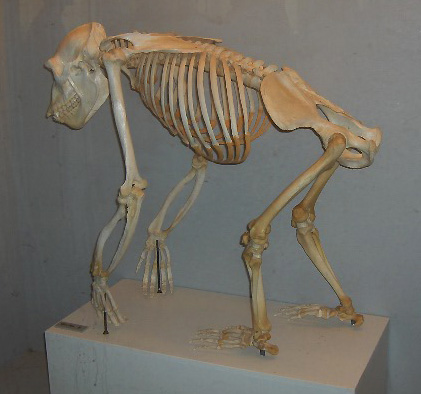
Squelette de Pan troglodytes.

Les pieds de ce quadrumane sont mieux adaptés à la marche que ceux des orangs-outans : la plante des pieds est plus large et les orteils plus courts. Ses longs bras ont une envergure égale à une fois et demie la hauteur du corps. Comme l'Homme, chaque individu possède ses propres empreintes digitales. Le pelage est sombre et la face, la paume des mains et la plante des pieds sont nues. Sa peau est rosée, noire ou tachetée, selon les populations, avec une grande variabilité. Les oreilles, les lèvres et les arcades sourcilières sont saillantes. Le cerveau du chimpanzé, d'un volume de 360  à   380 cm3, est entre trois et quatre fois moins volumineux que celui de l'homme.
- Longévité : 30 ans environ.
- Poids : 30-60 kg[8].
- Hauteur :110-150 cm[8].
- Longueur du corps et de la tête : 90 cm[9].

## Écologie et comportement

### Comportement social

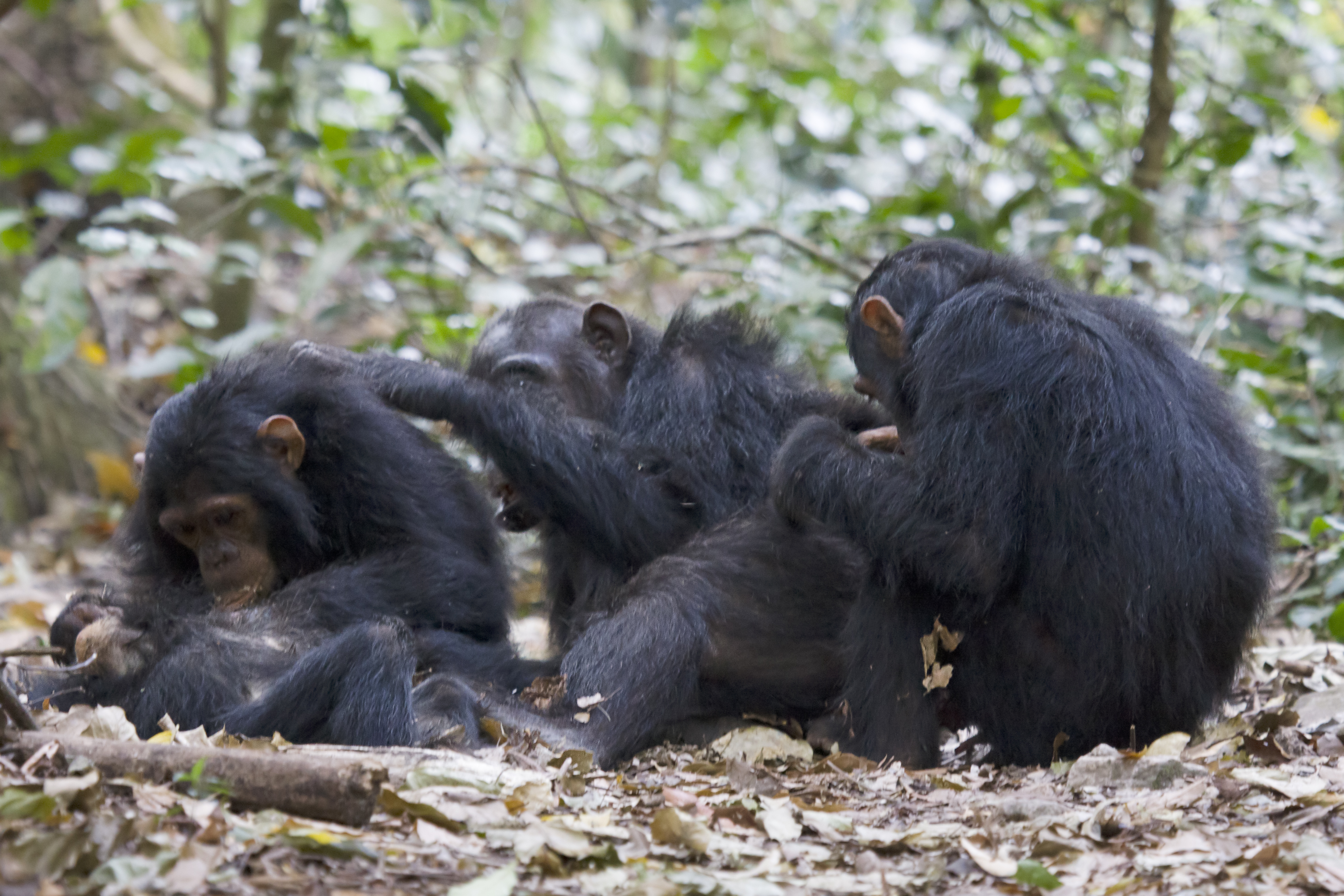
L'épouillage est consciencieux et mutuel, il renforce les liens de la communauté, parc national de Gombe Stream, Tanzanie.

Les chimpanzés forment des communautés organisées de deux à quatre-vingts individus sur des territoires assez vastes. Ils vivent et voyagent en petits sous-groupes et évoluent tant à terre que dans les arbres. Les adultes construisent chaque soir un nouveau nid dans un arbre pour y dormir.
À l'intérieur d'une communauté, de plus petits sous-groupes peuvent se former, se défaire et se reformer (division-fusion) ; les femelles ont tendance à migrer vers une autre communauté à l'adolescence mais les mâles ne migrent jamais.
Des interactions sociales complexes existent entre eux, comme des liens maternels solides, qui se prolongent jusque dans la vie adulte.
Les femelles en rut s'accouplent souvent avec tous les mâles d'une communauté. Certains mâles tentent de monopoliser une femelle ou de former un couple provisoire.
Les membres d'une bande coopèrent, notamment pour chasser et partager leur nourriture. La rivalité entre les femelles pour les bonnes aires de nourrissage peut conduire au meurtre de bébés par d'autres femelles.
Les mâles des sous-groupes frappent les troncs pour communiquer à longue distance (tambourinages). Ces bruits sourds s'entendent à un kilomètre et demi au plus.
Il existe une interaction constante entre les adultes, et tous les membres du groupe se toilettent mutuellement. C'est un comportement culturel : par exemple, les Pan troglodytes schweinfurthii de certaines communautés d'Ouganda et de Tanzanie pratiquent le grooming handclasp et s'épouillent en se tenant les mains au-dessus de la tête.
Jane Goodall est la première à avoir observé et rapporté que les chimpanzés ont de nombreuses similitudes comportementales avec l'Homme, et notamment qu'ils utilisent des outils pour s'alimenter. Ses travaux ont profondément transformé la vision des chimpanzés par l'homme.

### Communication

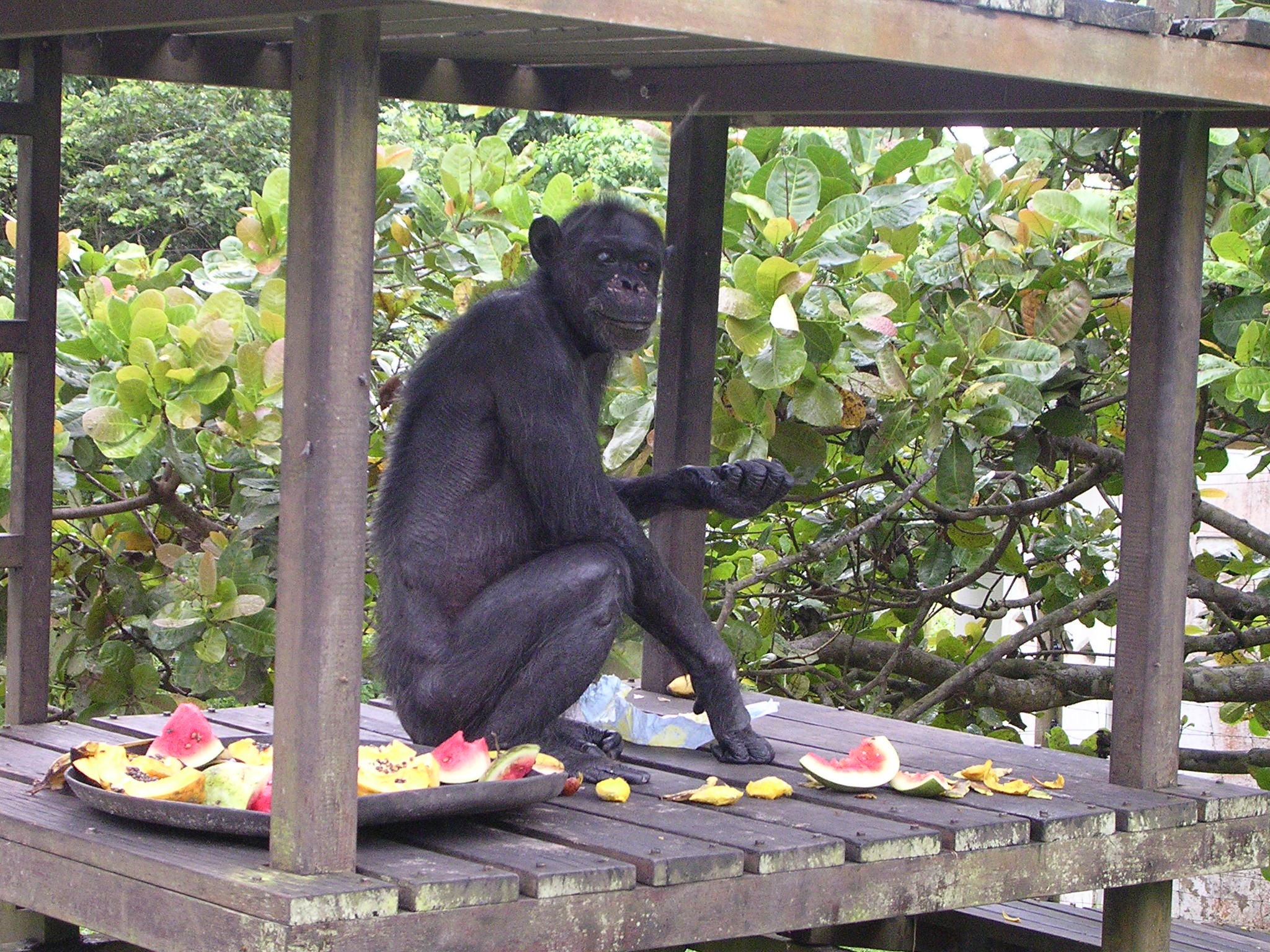
Grégoire, le chimpanzé en captivité ayant vécu le plus longtemps, dans un sanctuaire de l'Institut Jane Goodall. Il est mort à 64 ans, en 2008.

Pour communiquer entre eux, ils ululent, grognent, rugissent, jouissent ou crient selon leur humeur. Ils semblent éprouver beaucoup de plaisir à entendre les sons qu'ils émettent. Les chimpanzés communiquent aussi par les expressions de la face, la posture, le toucher et les mouvements. Un jeune chimpanzé peut émettre au moins trente-deux sons différents et ses mimiques peuvent exprimer toute une gamme d'émotions.
Les chimpanzés peuvent apprendre jusqu'à un certain point à utiliser un langage si des hommes le leur enseignent en laboratoire. Par exemple, ils sont capables de combiner de courtes suites de symboles arbitraires en les pointant sur un tableau pour exprimer des idées relativement simples. Ils peuvent être entrainés à utiliser certains gestes-mots de la langue des signes avec une forme de syntaxe rudimentaire, comme ce fut le cas avec la femelle chimpanzé Washoe, célèbre pour avoir ainsi appris à maîtriser environ 250 mots qu'elle a en partie transmis à son enfant Loulis. Néanmoins, dans leur milieu naturel, les chimpanzés semblent ne pas utiliser de véritable langage pour communiquer.

### Cognition

#### Outils et armes
Ces animaux font preuve d'une réelle intelligence dans la résolution de problèmes et l'utilisation d'outils simples, tels que de petites branches qui leur servent à extraire les termites de leur nid (technique dite de pêche aux termites) ou pour en faire une sonde leur servant à traverser un cours d'eau, comportement également observé chez les gorilles. Les jeunes apprennent en observant les autres. Les études récentes en primatologie ont mis en évidence des transmissions différentes de savoirs entre groupes de chimpanzés, au point qu'on peut désormais parler de culture animale.
Les chimpanzés seraient aussi les premiers animaux à avoir été observés fabriquant des armes. En effet, en 2007, le primatologue Jill Pruetz, de l'Université de l'Iowa, a décrit 22 observations de chimpanzés femelles du Sénégal qui élaboraient des lances en bois qu'elles utiliseraient pour poignarder des galagos qui se réfugient dans les troncs d'arbres vides.
Une équipe d'archéologues dirigés par l'Espagnol Julio Mercader, de l'université de Calgary, au Canada, a annoncé avoir trouvé en Côte d'Ivoire des pierres que les chimpanzés utilisaient il y a 4 300 ans pour ouvrir des fruits secs. Il est courant de nos jours d'observer des chimpanzés utilisant une pierre en guise de marteau.

#### Mémoire

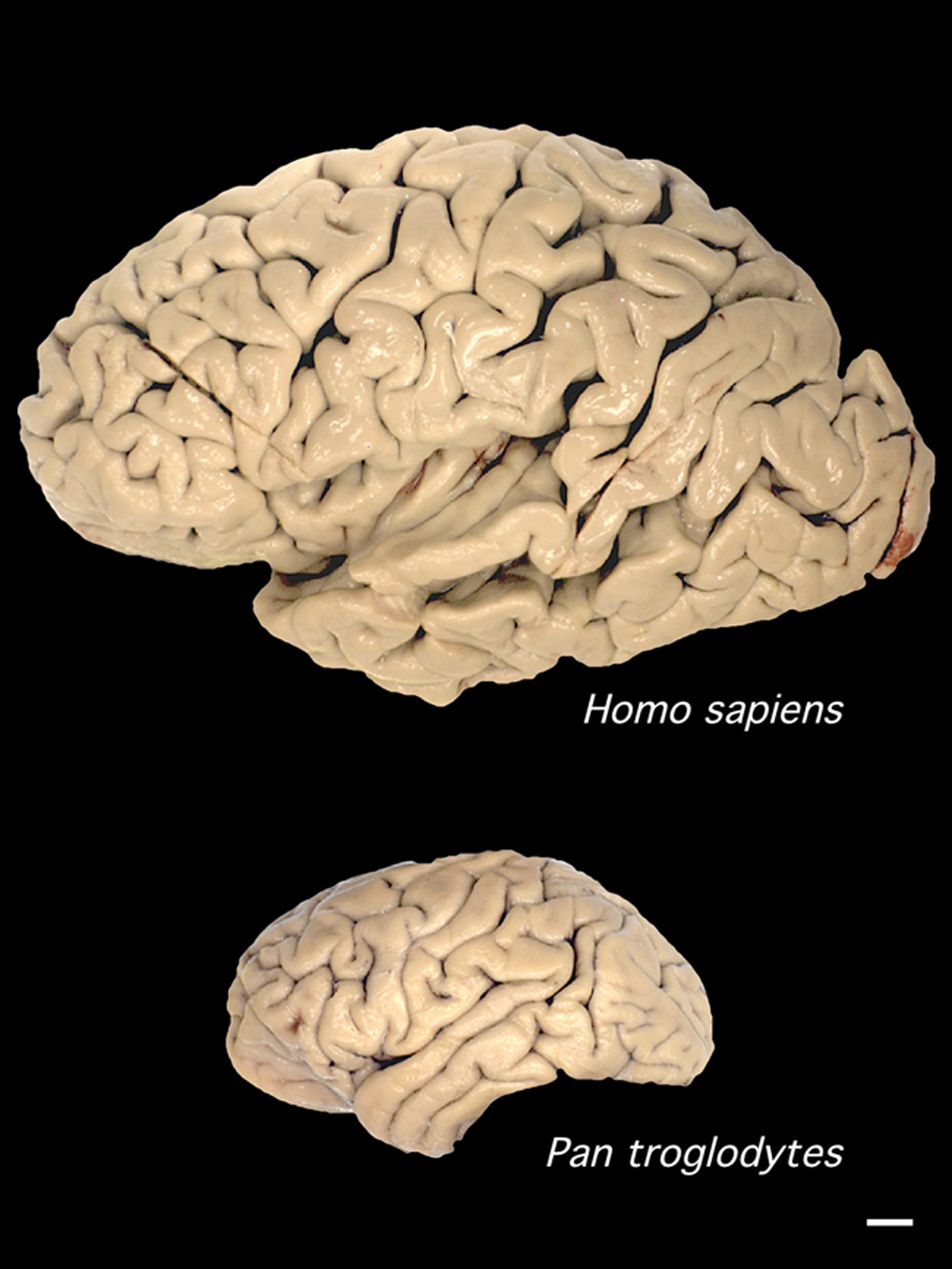
Comparaison d'un cerveau dHomo sapiens et de Pan troglodytes.

Une équipe de l'université de Kyoto au Japon aurait démontré qu'ils ont une meilleure mémoire eidétique que l'être humain. Le primatologue Tetsurō Matsuzawa avance que « Les chimpanzés sont supérieurs à l'homme dans ce domaine ». Pour lui, les premiers hommes ont « perdu la mémoire immédiate et, en échange, ont appris la symbolisation et le langage ». C'est l'hypothèse du compromis cognitif : « si vous avez une faculté particulière, par exemple, une meilleure mémoire immédiate, alors vous devez en perdre une autre. »

### Alimentation
Les chimpanzés sont omnivores. Ils se nourrissent principalement de fruits (60 % de leur alimentation), mais également de feuilles (21 %) ou de bourgeons, de fleurs, de graines, de miel, etc. Ils consomment aussi des protéines d'origine animale : insectes, œufs d'oiseaux et à l'occasion de petits mammifères.
On a longtemps pensé que les chimpanzés étaient exclusivement herbivores. En septembre 1960, Jane Goodall constate que les chimpanzés sont aussi carnivores, notamment insectivores, et non pas uniquement frugivores. Ils peuvent même à l'occasion chasser en groupe des singes comme les colobes,. Dans le parc national de Gombe en Tanzanie, par exemple, ils ne passent que 3 % de leur temps à manger de la viande, mais durant la saison sèche un adulte peut avaler jusqu'à 65 g de viande par jour.

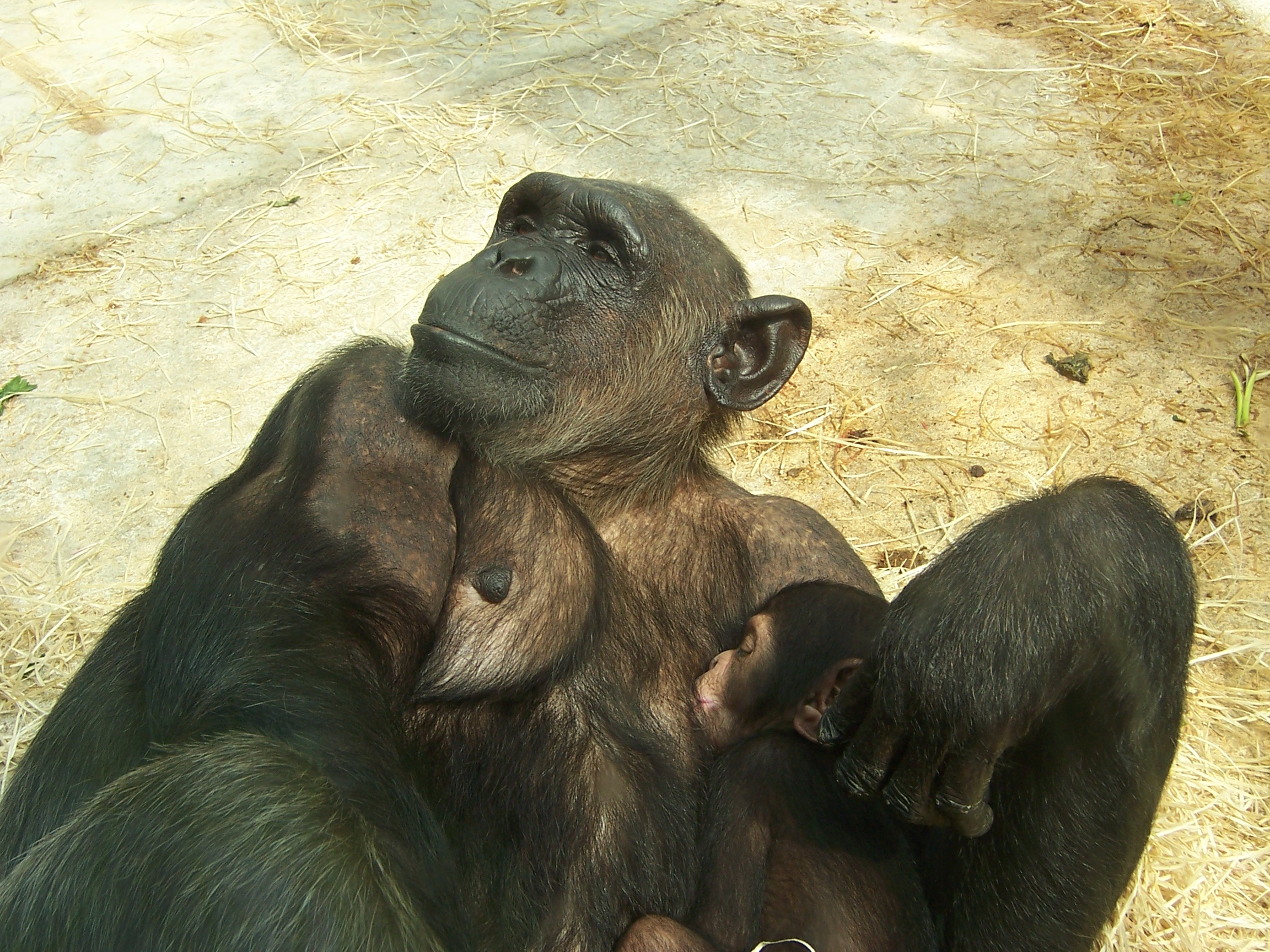
Femelle chimpanzé avec son petit.

Parmi les environ 300 aliments qu'ils consomment, ils pratiquent l'automédication en mangeant : de l'écorce et de la résine d'Albizia grandibracteata à l'activité vermicide, antiparasitaire et anticancéreuse  ; des baies de Phytolacca docecandra aux propriétés antiparasitaires ; des feuilles de Trichilia rubescens aux molécules antipaludiques ; des feuilles d'Aneilema aequinoctiale hérissées de poils qu'ils veillent à ne pas mâcher pour débarrasser leurs intestins des vers ; des feuilles de Diospyros abissinica aux molécules actives anticancéreuses mais aussi anti-inflammatoires ; de la rubia cordifolia, un excellent antiparasitaire ; de l'écorce de Markhamia playcalyx efficace contre les maux de gorge, etc. Les chimpanzés choisissent donc 1 % de plantes pharmacologiques pour leur alimentation (cette médication est parfois copiée par les tradipraticiens pour les populations forestières et le bétail) comme l'a révélé le primatologue Richard Wrangham dès 1977.

### Rôle écologique
Les chimpanzés consomment plusieurs espèces de plantes à fruit et avalent et dispersent les graines de ces végétaux. Ils ont alors un rôle important de disperseurs de graines de nombreuses plantes zoochoriques. Plusieurs de ces plantes dépendent des grands singes pour leur reproduction.

### Reproduction
La femelle a un cycle menstruel de 36 jours. Elle est fécondable pendant six jours et demi lors de chaque cycle et peut s'accoupler à tout moment de l'année.
La gestation dure plus de sept mois et produit un seul petit (rarement des jumeaux).

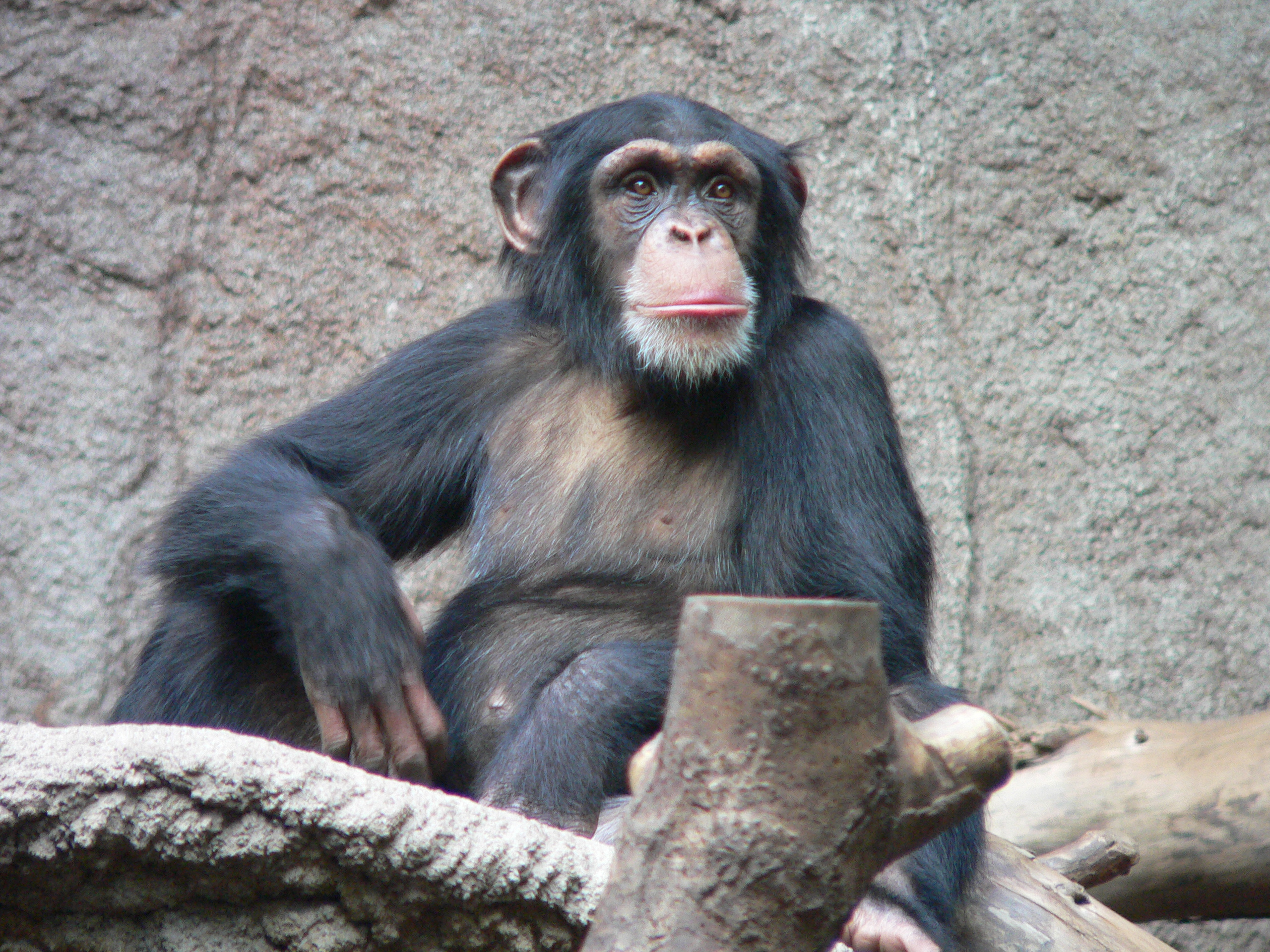
Chimpanzé commun au Zoo de Leipzig.

Tout de suite après la naissance, le petit sans défense s'accroche au pelage de sa mère et s'installe sur son dos quand elle se déplace. Le jeune chimpanzé est sevré vers quatre ans, mais peut continuer à se déplacer avec sa mère jusqu'à l'âge de dix ans. Il arrive que la descendance reste en contact avec la mère pendant toute sa vie, qui peut atteindre soixante ans dans la nature.
La présence de femelles ménopausées dans un groupe de chimpanzés sauvages a été mise en évidence pour la première fois en 2023 dans le parc national de Kibale en Ouganda .

## Répartition et habitat

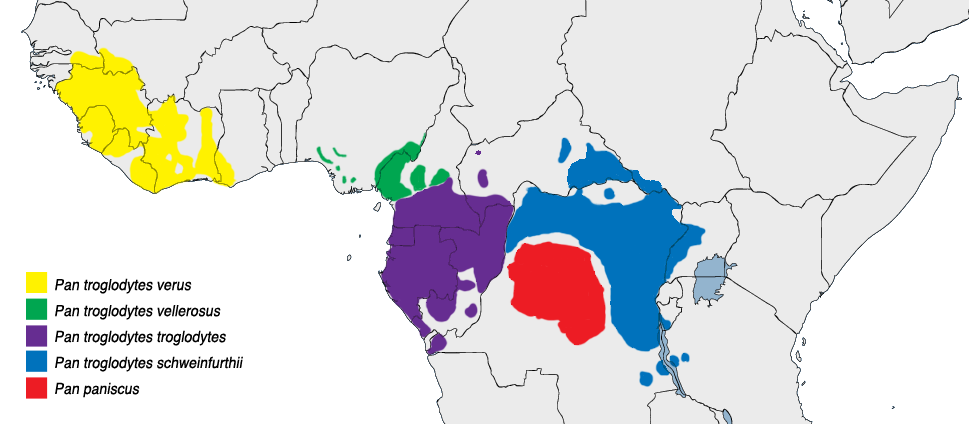
Répartition géographique du genre Pan :
Pan troglodytes verus (chimpanzé commun d'Afrique occidentale)
Pan troglodytes ellioti (chimpanzé commun du Nigeria et du Cameroun)
Pan troglodytes troglodytes (chimpanzé commun d'Afrique centrale)
Pan troglodytes schweinfurthii (chimpanzé commun de Schweinfurth)
Pan paniscus (bonobo)

La répartition géographique du chimpanzé commun s'étend de la Guinée, à l'ouest, aux lacs Tanganyika et Victoria, à l'est. Il est limité au sud par le fleuve Congo, au-delà duquel vit son cousin le Bonobo.

## Classification
Phylogénie des espèces actuelles d'hominidés, d'après Shoshani et al. (1996) et Springer et al. (2012) :
|  | Pongo abelii – Orang-outan de Sumatra                                                                                    |
|  | |
|  | \| \| Pongo pygmaeus – Orang-outan de Bornéo \| \| \| \| \| \| Pongo tapanuliensis – Orang-outan de Tapanuli \| \| \| \| |
|  | |
|  | Pongo pygmaeus – Orang-outan de Bornéo                                                                                   |
|  | |
|  | Pongo tapanuliensis – Orang-outan de Tapanuli                                                                            |
|  | |

|  | Pongo pygmaeus – Orang-outan de Bornéo        |
|  |                                               |
|  | Pongo tapanuliensis – Orang-outan de Tapanuli |
|  |                                               |

|  | Gorilla beringei – Gorille de l'Est  |
|  |                                      |
|  | Gorilla gorilla – Gorille de l'Ouest |
|  |                                      |

| Panina → Pan    | \| \| Pan paniscus – Chimpanzé pygmée ou Bonobo \| \| \| \| \| \| Pan troglodytes – Chimpanzé commun \| \| \| \| |
|                 | \| \| Pan paniscus – Chimpanzé pygmée ou Bonobo \| \| \| \| \| \| Pan troglodytes – Chimpanzé commun \| \| \| \| |
| Hominina → Homo | Homo sapiens – Homme moderne                                                                                     |
|                 | Homo sapiens – Homme moderne                                                                                     |
|                 | Pan paniscus – Chimpanzé pygmée ou Bonobo                                                                        |
|                 | |
|                 | Pan troglodytes – Chimpanzé commun                                                                               |
|                 | |

|  | Pan paniscus – Chimpanzé pygmée ou Bonobo |
|  |                                           |
|  | Pan troglodytes – Chimpanzé commun        |
|  |                                           |

|  | Gorilla beringei – Gorille de l'Est  |
|  |                                      |
|  | Gorilla gorilla – Gorille de l'Ouest |
|  |                                      |

| Panina → Pan    | \| \| Pan paniscus – Chimpanzé pygmée ou Bonobo \| \| \| \| \| \| Pan troglodytes – Chimpanzé commun \| \| \| \| |
|                 | \| \| Pan paniscus – Chimpanzé pygmée ou Bonobo \| \| \| \| \| \| Pan troglodytes – Chimpanzé commun \| \| \| \| |
| Hominina → Homo | Homo sapiens – Homme moderne                                                                                     |
|                 | Homo sapiens – Homme moderne                                                                                     |
|                 | Pan paniscus – Chimpanzé pygmée ou Bonobo                                                                        |
|                 | |
|                 | Pan troglodytes – Chimpanzé commun                                                                               |
|                 | |

|  | Pan paniscus – Chimpanzé pygmée ou Bonobo |
|  |                                           |
|  | Pan troglodytes – Chimpanzé commun        |
|  |                                           |

|  | Pongo abelii – Orang-outan de Sumatra                                                                                    |
|  | |
|  | \| \| Pongo pygmaeus – Orang-outan de Bornéo \| \| \| \| \| \| Pongo tapanuliensis – Orang-outan de Tapanuli \| \| \| \| |
|  | |
|  | Pongo pygmaeus – Orang-outan de Bornéo                                                                                   |
|  | |
|  | Pongo tapanuliensis – Orang-outan de Tapanuli                                                                            |
|  | |

|  | Pongo pygmaeus – Orang-outan de Bornéo        |
|  |                                               |
|  | Pongo tapanuliensis – Orang-outan de Tapanuli |
|  |                                               |

|  | Gorilla beringei – Gorille de l'Est  |
|  |                                      |
|  | Gorilla gorilla – Gorille de l'Ouest |
|  |                                      |

| Panina → Pan    | \| \| Pan paniscus – Chimpanzé pygmée ou Bonobo \| \| \| \| \| \| Pan troglodytes – Chimpanzé commun \| \| \| \| |
|                 | \| \| Pan paniscus – Chimpanzé pygmée ou Bonobo \| \| \| \| \| \| Pan troglodytes – Chimpanzé commun \| \| \| \| |
| Hominina → Homo | Homo sapiens – Homme moderne                                                                                     |
|                 | Homo sapiens – Homme moderne                                                                                     |
|                 | Pan paniscus – Chimpanzé pygmée ou Bonobo                                                                        |
|                 | |
|                 | Pan troglodytes – Chimpanzé commun                                                                               |
|                 | |

|  | Pan paniscus – Chimpanzé pygmée ou Bonobo |
|  |                                           |
|  | Pan troglodytes – Chimpanzé commun        |
|  |                                           |

|  | Gorilla beringei – Gorille de l'Est  |
|  |                                      |
|  | Gorilla gorilla – Gorille de l'Ouest |
|  |                                      |

| Panina → Pan    | \| \| Pan paniscus – Chimpanzé pygmée ou Bonobo \| \| \| \| \| \| Pan troglodytes – Chimpanzé commun \| \| \| \| |
|                 | \| \| Pan paniscus – Chimpanzé pygmée ou Bonobo \| \| \| \| \| \| Pan troglodytes – Chimpanzé commun \| \| \| \| |
| Hominina → Homo | Homo sapiens – Homme moderne                                                                                     |
|                 | Homo sapiens – Homme moderne                                                                                     |
|                 | Pan paniscus – Chimpanzé pygmée ou Bonobo                                                                        |
|                 | |
|                 | Pan troglodytes – Chimpanzé commun                                                                               |
|                 | |

|  | Pan paniscus – Chimpanzé pygmée ou Bonobo |
|  |                                           |
|  | Pan troglodytes – Chimpanzé commun        |
|  |                                           |

### Liste des sous-espèces
Pan troglodytes compte quatre sous-espèces actuelles :
- Chimpanzé aux poils longs (Pan troglodytes schweinfurthii)
- Chimpanzé tschego (Pan troglodytes troglodytes)
- Chimpanzé du Nigeria (Pan troglodytes ellioti)
- Chimpanzé verus (Pan troglodytes verus - Schwarz, 1934)[5]

Selon Paleobiology Database (13 mai 2014) :
- sous-espèce Pan troglodytes koolookamba
- sous-espèce Pan troglodytes schweinfurthii
- sous-espèce Pan troglodytes troglodytes
- sous-espèce Pan troglodytes verus
- sous-espèce Pithecus satyrus wurmbii

## Les chimpanzés communs et l'espèce humaine
Le premier chimpanzé arrivé en Europe est celui de la ménagerie du duc d'Orange. Il mourut en 1641 et fut disséqué.
Au cours des siècles suivants, de nombreux animaux sont capturés pour être rapportés en Occident. Doué d'une mimique extrêmement expressive, le chimpanzé est en effet une source de distraction dans les cirques et les jardins zoologiques. Les spectacles les plus appréciés font alors apparaître des animaux dressés et accoutrés dans des vêtements humains jouant des scènes quotidiennes. L'intelligence du chimpanzé le rend en effet capable de maîtriser des tours complexes. Par la suite, on verra plusieurs individus chimpanzés au cinéma, le plus célèbre étant sans doute Cheeta, un chimpanzé qu'on a pu voir régulièrement à l'affiche des films de Tarzan.
Les chimpanzés ont aussi contribué à l'aventure scientifique et technologique du XXe siècle. En 1961, envoyé à bord d'une capsule spatiale américaine en orbite autour de la Terre, le chimpanzé Ham précède de quelques mois le cosmonaute soviétique Youri Gagarine dans l'espace. De par sa proximité génétique avec l'humain, le chimpanzé a aussi souvent été utilisé comme modèle animal dans les domaines médicaux et scientifiques. La prise de conscience publique et l'évolution des pratiques en laboratoires ont toutefois largement réduit son utilisation à des fins d'expérimentation animale. Au XXIe siècle, le chimpanzé reste un animal de prédilection pour la psychologie comparée car en étudiant ses capacités cognitives en lien avec celles des êtres humains, on peut mieux comprendre la spécificité et l'évolution de l'esprit humain.
Dans les années 1960 et les suivantes, Jane Goodall a vécu dans la jungle pour étudier les chimpanzés. Elle a découvert, entre autres, qu'ils sont plus agressifs qu'on ne le supposait et qu'ils peuvent inventer des outils simples. Les chimpanzés peuvent apprendre à utiliser un langage élémentaire si des hommes le leur enseignent (voir ci-dessus). Elle fut aussi la première personnalité à s'engager pour la protection des chimpanzés en fondant l'Institut Jane Goodall.
Aujourd'hui classés comme des espèces en danger par la CITES, le chimpanzé commun et, surtout, le chimpanzé nain vivant en milieu naturel sont sous le coup de diverses menaces dont les principales sont la destruction de leur écosystème et le braconnage pour la viande de brousse et la capture (qui passe souvent par la mise à mort des adultes pour récupérer les petits destinés à être revendus comme animaux de compagnie).

### Menaces et conservation
Le chimpanzé commun est classé « en danger d'extinction » sur la liste rouge de l'Union internationale pour la conservation de la nature (UICN). Ses quatre sous-espèces font face à des menaces diverses et sont inégalement protégées.
| Sous-espèce                    | Statut de conservation UICN     | Population estimée (2016) | Aires protégées (non exhaustif) | Aires protégées (non exhaustif)                                                         | Individus en captivité (2019) |
| ------------------------------ | ------------------------------- | ------------------------- | ------------------------------- | --------------------------------------------------------------------------------------- | ----------------------------- |
| Chimpanzé nigérian-camerounais | En danger d'extinction          |                           | Nigéria                         |                                                                                         |                               |
| Chimpanzé nigérian-camerounais | En danger d'extinction          | Cameroun                  |                                 |                                                                                         |                               |
| Chimpanzé de l'Est             | En danger d'extinction          |                           |                                 |                                                                                         |                               |
| Chimpanzé central              | En danger d'extinction          |                           |                                 |                                                                                         |                               |
| Chimpanzé de l'Ouest           | En danger critique d'extinction | 18 000 à 65 000           | Ghana                           | Parc national de Nini Suhien (en)                                                       | 278                           |
| Chimpanzé de l'Ouest           | En danger critique d'extinction | 18 000 à 65 000           | Côte d'Ivoire                   | - Parc national de la Comoé - Parc national du Mont Sangbé - Parc national de Taï       | 278                           |
| Chimpanzé de l'Ouest           | En danger critique d'extinction | 18 000 à 65 000           | Liberia                         | - Parc national de Sapo - Parc national de Lofa-Mano                                    | 278                           |
| Chimpanzé de l'Ouest           | En danger critique d'extinction | 18 000 à 65 000           | Guinée                          | - Parc national du Haut-Niger - Parc national du Badiar - Parc national du Moyen-Bafing | 278                           |
| Chimpanzé de l'Ouest           | En danger critique d'extinction | 18 000 à 65 000           | Sierra Leone                    | - Parc national de Gola Rainforest - Parc national de Outamba-Kilimi (en)               | 278                           |
| Chimpanzé de l'Ouest           | En danger critique d'extinction | 18 000 à 65 000           | Guinée-Bissau                   | Parc national de Cantanhez (en)                                                         | 278                           |
| Chimpanzé de l'Ouest           | En danger critique d'extinction | 18 000 à 65 000           | Sénégal                         | Parc national du Niokolo-Koba                                                           | 278                           |
| Chimpanzé de l'Ouest           | En danger critique d'extinction | 18 000 à 65 000           | Mali                            | - Parc national du Bafing (en) - Parc national de Kouroufing - Parc national de Wango   | 278                           |

Comme les autres genres de primates, les chimpanzés sont menacés par le développement des activités humaines (déforestation, trafic, consommation), et par des maladies comme la maladie à virus Ebola.
Partout en Afrique les populations sont en régression. La population totale initiale de chimpanzés se montait à plusieurs millions d'individus. Elle est passée de deux millions au début du XXe siècle à un million en 1960 pour tomber à 300 000 dans les années 1980, et moins de 150 000 dans les années 2000. Les 90 % de la population des chimpanzés ont disparu au cours des 50 dernières années.
Les estimations actuelles seraient les suivantes :
- Chimpanzés communs
  - 12 000 en Afrique de l'Ouest[réf. souhaitée]
  - 80 000 en Afrique centrale[réf. souhaitée]
  - 13 000 en Afrique de l'Est[réf. souhaitée]

Depuis 2001, les chimpanzés font l'objet d'un programme de protection (Grasp) dans le cadre du PNUE (Programme des Nations unies pour l'environnement).

### Chimpanzé et fiction
- L'étude des comportements (éthologie) des chimpanzés est au cœur du roman de William Boyd, Brazzaville Plage (1990).
- Le film La Planète des singes, d'après le roman de Pierre Boulle met en scène une société dans laquelle les chimpanzés sont portés sur les sciences (et les orang-outans sont les administrateurs, tandis que les gorilles sont détenteurs du pouvoir exécutif).
- Les personnages jouables Diddy Kong et Dixie Kong de la série de jeux vidéo Donkey Kong Country sont des chimpanzés.
- Mookie, dans le film du même nom, est une femelle chimpanzé douée de parole.
- Dans les années 1990, les publicités pour la lessive OMO mettaient en scène des chimpanzés.